# 14278 Перрено
14278 Перрено (14278 Perrenot) — астероїд головного поясу, відкритий 2 лютого 2000 року.
Тіссеранів параметр щодо Юпітера — 3,549.